# Roșcea, Novhorod-Siverskîi
Roșcea (în ucraineană Роща) este un sat în comuna Kovpînka din raionul Novhorod-Siverskîi, regiunea Cernihiv, Ucraina.

## Demografie
Componența lingvistică a localității Roșcea
     Rusă (57,89%)
     Ucraineană (42,11%)
Conform recensământului din 2001, majoritatea populației localității Roșcea era vorbitoare de rusă (57,89%), existând în minoritate și vorbitori de ucraineană (42,11%).